# Kabinett Ulmanis VI

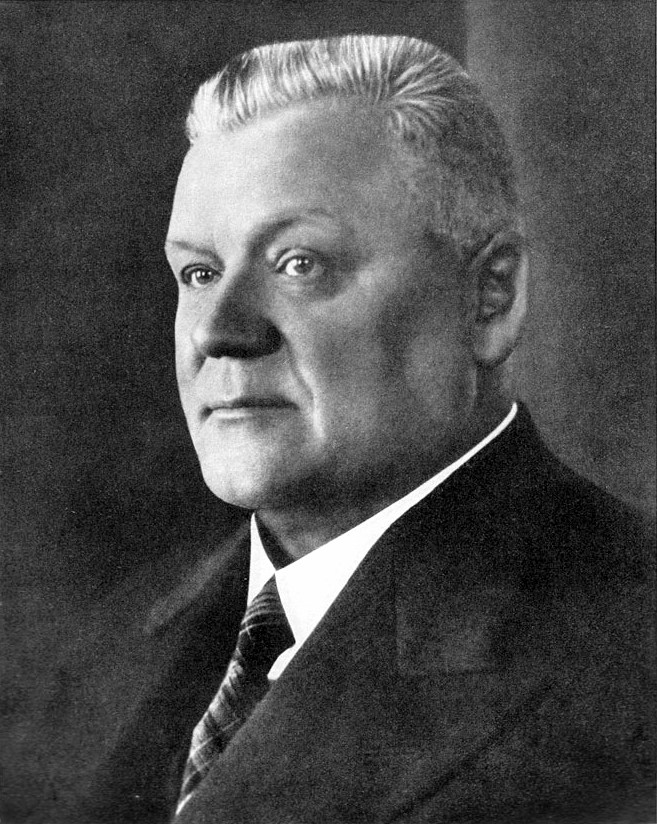
Ministerpräsident Kārlis Ulmanis

Das Kabinett Ulmanis VI war die 15. Regierung der Republik Lettland und wurde am 27. März 1931 von Ministerpräsident Kārlis Ulmanis gebildet. Das Kabinett löste das Kabinett Celmiņš II ab und blieb bis zum 5. Dezember 1931 im Amt, woraufhin es vom Kabinett Skujenieks II abgelöst wurde.
Dem Kabinett gehörten folgende Minister an:
| Amt                                       | Amtsinhaber        | Beginn der Amtszeit | Ende der Amtszeit |
| ----------------------------------------- | ------------------ | ------------------- | ----------------- |
| Ministerpräsident Außenminister           | Kārlis Ulmanis     | 27. März 1931       | 5. Dezember 1931  |
| Innenminister                             | Ansis Petrevics    | 27. März 1931       | 5. Dezember 1931  |
| Kriegsminister                            | Eduards Laimiņš    | 27. März 1931       | 5. Dezember 1931  |
| Finanzminister                            | Jānis Annuss       | 27. März 1931       | 5. Dezember 1931  |
| Justizminister                            | Juris Pabērzs      | 27. März 1931       | 5. Dezember 1931  |
| Landwirtschaftsminister                   | Arturs Alberings   | 27. März 1931       | 5. Dezember 1931  |
| Verkehrsminister                          | Antons Rancāns     | 27. März 1931       | 5. Dezember 1931  |
| Minister für öffentliche Wohlfahrt        | Vladislavs Rubulis | 27. März 1931       | 5. Dezember 1931  |
| Bildungsminister                          | Edmunds Ziemelis   | 27. März 1931       | 5. Dezember 1931  |
| Stellvertretender Landwirtschaftsminister | Staņislavs Ivbuls  | 27. März 1931       | 5. Dezember 1931  |